# Vladímir Shmeliov
Vladímir Shmeliov (en ruso: Владимир Константинович Шмелёв; Magadan, RSFS de Rusia; 31 de agosto de 1946-Moscú, 14 de junio de 2023) fue un pentatleta moderno soviético campeón olímpico y dos veces campeón mundial.

## Carrera
Tuvo su única participación en los Juegos Olímpicos en la edición de Múnich 1972 donde ganó la medalla de oro en el evento por equipos junto a Boris Onishchenko y Pavel Lednyov, mientras que en el evento individual terminó en la quinta posición.
También fue campeón mundial de la disciplina en dos ocasiones en 1973 y 1974, ambas en la modalidad por equipos, además de subcampeón mundial en dos ocasiones en la modalidad individual; así como dos veces campeón nacional de Unión Soviética en 1975 y 1976.

## Distinciones
- Maestro de los Deportes de la URSS.